# Josef Schleinkofer
Josef Schleinkofer (n. 19 martie 1910, München, Imperiul German – d. 1984, München, RFG) a fost un boxer ce a reprezentat Germania, medaliat olimpic. A participat la o ediție a Jocurilor Olimpice (1932) în care a câștigat o medalie de argint.

## Participări
Lista de mai jos prezintă principalele competiții la care a participat Josef Schleinkofer de-a lungul carierei.
- boxing at the 1932 Summer Olympics – featherweight[*]